# Berthold Feistel
Berthold Feistel (* 13. Mai 1834 in Neumarkt/Schlesien; † 21. Februar 1892 in Oderberg) war ein deutscher Buchdrucker und Zeitungsverleger.

## Leben
Berthold Feistel, Sohn des Drechslermeisters Ernst Feistel (1808–1838), wuchs nach dem frühen Tod des Vaters bei seiner Mutter in der niederschlesischen Kleinstadt Neumarkt auf und absolvierte eine Lehre als Schriftsetzer.
In der Berliner Buchdruckerbewegung spielte er seit 1862 eine führende Rolle. Die Gründungsversammlung des Berliner Buchdruckergehilfen Vereins wählte ihn zu ihrem stellvertretenden Vorsitzenden. :117
Der Leipziger Buchdruckerstreik im April 1865 wurde vom Berliner Verein unterstützt. Am 15. April 1865 schrieb Feistel im Auftrag des Vereins einen Brief an Karl Marx und löste damit eine internationale Hilfsaktion für den Streik aus.:118
Von 1866 bis 1867 war Feistel der erste Vorsitzende des Verbandes der Deutschen Buchdrucker. 1867 ließ er sich bei der Wahl zum ersten ordentlichen Reichstag des Norddeutschen Bundes als Arbeiterkandidat für alle Berliner Wahlkreise aufstellen, erhielt aber in ganz Berlin lediglich 69 Stimmen.
Seine Wahlniederlage und die darauf folgende Kritik des Buchdruckerverbandes führten dazu, dass er 1867 alle Ämter niederlegte. Feistel machte sich daraufhin selbständig und eröffnete in der uckermärkischen Kleinstadt Angermünde eine Buchdruckerei. Bis 1875 gab er dreimal wöchentlich die Uckermärkische Zeitung heraus. Die moderne Regionalzeitung nach Berliner Vorbild hatte einen ausführlichen Nachrichtenteil, brachte liberal eingestellte Leitartikel und informierte ausführlich über die Kommunalpolitik.
Da dem kommunalpolitischen Engagement Feistels in Angermünde die örtliche Unterstützung versagt blieb, verlegt er sein Gewerbe 1876 nach Oderberg. Hier führte er die 1874 gegründete Oderberger Zeitung (eingestellt 1944) als ein auf die örtlichen Verhältnisse zugeschnittenes Lokalblatt weiter. In Oderberg fand Feistel als Vorsitzender des Bezirksvereins und Stadtverordneter auch den gewünschten kommunalpolitischen Wirkungskreis. 
Feistel heiratete am 24. Oktober 1868 Anna Schenk (1845–1934) die Tochter des Angermünders Kaufmanns und Färbermeisters Carl Julius Schenk. Aus der Ehe gingen sieben Kinder hervor.:123 Druckerei und Verlag gingen nach Feistels Tod an seinen Sohn Johannes (1874–1945) über. Das Unternehmen B.Feistel bestand noch bis 1945.:126